# Кокки — бегущий доктор
«Кокки — бегущий доктор» — российский фильм режиссëра Светланы Басковой, снятый в 1998 году. Фильм стал дебютом для Басковой, а также для исполнителя главной роли — Сергея Пахомова. 

## Сюжет
У доктора Евгения Кокки есть цель — сделать операцию всей своей жизни. Для этого, он сбегает из некоего НИИ МОЗГА и начинает искать человека, пригодного для этой цели. 

## Критика
Волков считает, что фильм находится вне рамок традиционной эстетики, является имитацией догмы и попыткой сыграть в авангард.

## В ролях
- Сергей Пахомов — хирург Евгений Кокки
- Александр Маслаев — «Сатана», директор завода, собутыльник хирурга Евгения, журналист
- Император ВАВА — возлюбленный Ольги
- Алëна Мартынова — Ольга
- Виктория Соколова — возлюбленная программиста
- Алексей Ткаченко — программист
- Жорж Румянцев — работник на заводе
- Сергей Сальников — проповедник Библии
- Константин Николаев — депрессивный человек
- Олег Мавроматти — посетитель «Тайной вечери»

## Участие в фестивалях
1999
- Премьера фильма в клубе «Сине Фантом»[2].